# Willkommen Folk tell Drekka Fest!
Willkommen Folk tell Drekka Fest! är det norska folk metal-bandet TrollfesTs debutalbum, utgivet 2005 av skivbolaget  Solistitium Records. Låtarna på albumet handlar om troll och öl och är skrivna på det påhittade språket "Trollspråk" som är en blandning av norska och tyska.

## Låtförteckning
1. "TrollfesT" (instrumental) – 1:31
2. "Willkommen Folk tell Drekka Fest" – 3:21
3. "Helvetes Hunden GARM" – 3:44
4. "En ytterst Heftig Sak" – 2:48
5. "Sagaen om Suttungs-Mjöd" – 3:38
6. "Der Erste Krieg" – 4:15
7. "DU kom for seint..." – 3:20
8. "TrollKamp" – 1:38
9. "Die Urgammal Gebräu" – 3:35
10. "Offer-Visa" – 2:26
11. "Der Tag Nach-hinter" – 2:27
12. "...Nå må DU Drikka mest!!" – 3:48

- Text och musik: TrollfesT

## Medverkande
Musiker (TrollfesT-medlemmar)
- Psychotroll (Martin Storm-Olsen) – basgitarr
- TrollBANK (Eirik Renton) – trummor
- Mr. Seidel (John Espen Sagstad) – gitarr
- Trollmannen (Jostein Austvik) – sång

Produktion
- TrollfesT – producent, ljudtekniker, ljudmix